# Панасюк, Александр Юрьевич
Александр Юрьевич Панасюк (род. 8 ноября 1940, Москва) — советский, российский психолог, доктор психологических наук, профессор.

## Биография
1959 — окончил Серпуховское медицинское училище, получив диплом фельдшера. Служба в пограничных войсках КГБ при СМ СССР. 
1963 — поступил в Ленинградский педиатрический медицинский институт и в 1965 году перевелся в Ленинградский государственный университет им. А. А. Жданова на факультет психологии .
По окончании факультета психологии (и получении диплома психолога) работал в разных учреждениях г. Ленинграда (Центр детских неврозов).
1976 — защитил кандидатскую диссертацию.
1979 — доцент кафедры педагогики и психологии Ленинградского института повышения квалификации руководящих работников и специалистов профтехобразования.
1987 — доцент, професор кафедры Всесоюзного института усовершенствования работников юстиции Министерства юстиции СССР.
1992 — защитил докторскую диссертацию на тему: «Психологические основы убеждающего воздействия в профессиональной деятельности: теория и технология».
Автор около 200 научных работ, из которых треть — монографии, учебные, научно-практические и методические пособия.
Награждён памятной медалью Кони, медалями «В память 850-летия Москвы» и «За вклад в развитие науки» Академии имиджелогии.